# Hội đồng Giáo dục Peel

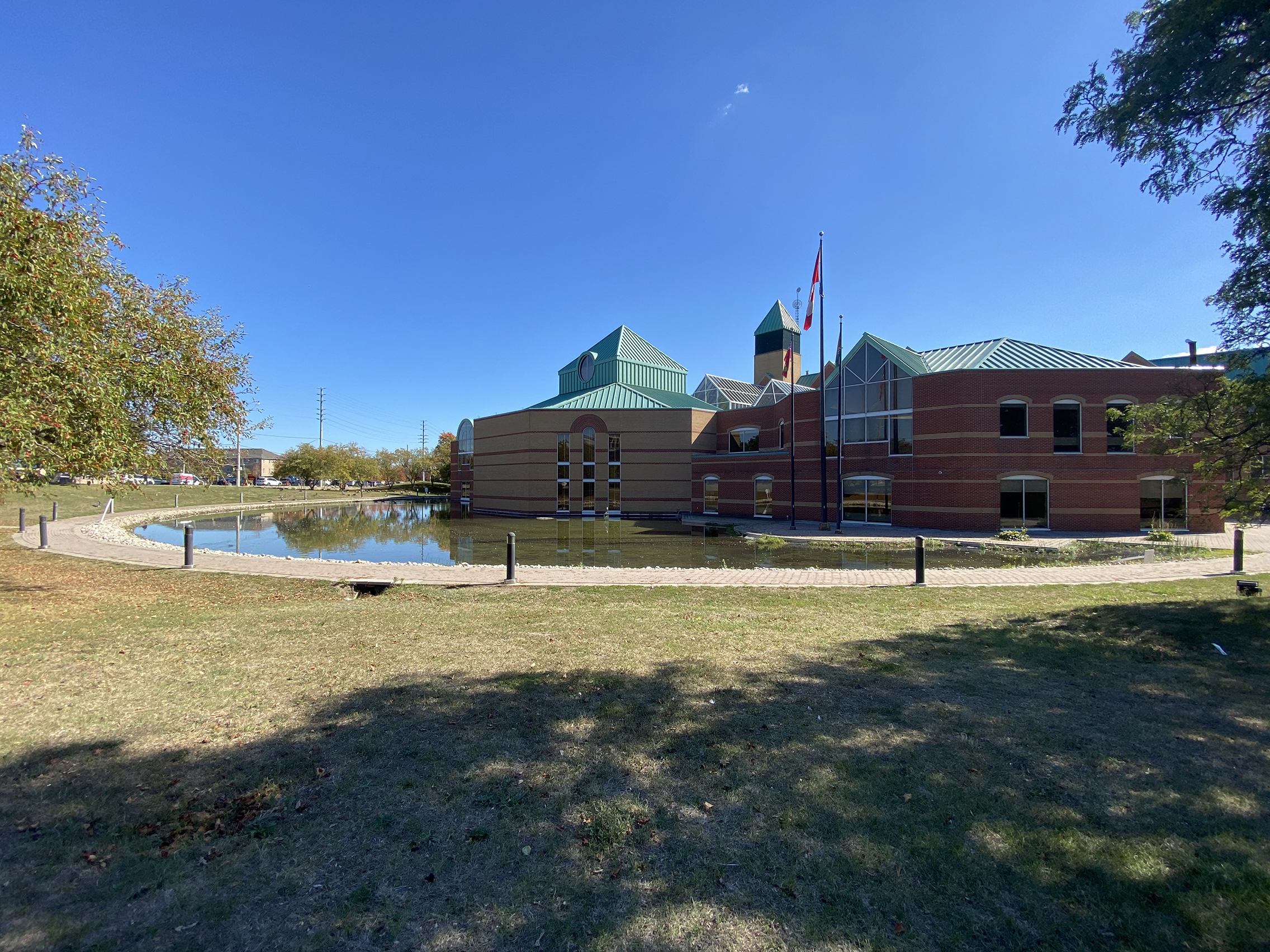
Hội đồng giáo dục Peel vào năm 2022

Hội đồng Giáo dục Peel (tiếng Anh: Peel District School Board) hay Cục trường học khu vực cộng cộng tiếng Anh số 19 (tiếng Anh: English-Language Public District School Board No. 19) phục vụ khoảng 155.000 học sinh mẫu giáo đến lớp 12 hơn 230 trường học trong khu vực Peel (các khu tự quản Caledon, Brampton và Mississauga), Canada.
Cục này sử dụng hơn 15.000 nhân viên toàn thời gian và là người sử dụng lao động lớn nhất trong khu vực Peel.

## Kế hoạch chiến lược
Mọi thứ ở cục Peel theo một hệ thống hệ thống được chi phối bởi kế hoạch chiến lược của nó được gọi là Thẻ báo cáo cho sự thành công cho sinh viên. Phương pháp này dựa trên nghiên cứu giúp các mục tiêu lần lượt vào hành động và tập trung nguồn lực, nơi họ sẽ có ảnh hưởng lớn nhất để cải thiện thành tích học tập của học sinh. Tìm hiểu thêm tại trang mạng www.reportcardforstudentsuccess.org.

## Lịch sử
Năm 1969, 10 ban địa phương nhập với nhau thành Cục Đồng Giáo dục Quận Peel. Năm 1969, cục phục vụ một cộng đồng của 1/4 triệu cư dân chiếm 20 % dân số ngày nay. Cục Quận Peel mới được thành lập đã có 50.000 sinh viên trong 114 trường học và ngân sách hoạt động của 41 triệu USD. (báo cáo thường niên 2009)
Năm 1973, tên thay đổi thành Cục giáo dục Peel. Tên hiện tại, Cục trường học khu vực Peel, đã được phê duyệt vào năm 1998.